# Dietmar Schwager
Dietmar Schwager (1940. augusztus 15. – Kaiserslautern, 2018. november 20.) német labdarúgó, hátvéd, edző.

## Pályafutása

### Játékosként
1962 és 1964 között a VfR Kaiserslautern labdarúgója volt. 1964 és 1976 között az 1. FC Kaiserslautern csapatában játszott és 320 élvonalbeli mérkőzésen szerepelt. Tagja volt az 1972-es és 1976-os nyugatnémet kupadöntős csapatnak.

### Edzőként
1975–76-ban az 1. FC Kaiserslautern amatőr csapatának edzője volt. 1976 és 1979 között, egy megszakítással a Borussia Neunkirchen vezetőedzője volt. 1979-ben a Schalke 04 segédedzője volt, majd 1979–80-ban a csapat vezetőedzője lett. 1980–81-ben az FSV Frankfurt szakmai munkáját irányította. 1990–91-ben ismét a Kaiserslautern amatőr csapatának az edzője volt.

## Sikerei, díjai
1. FC Kaiserslautern
- Nyugatnémet kupa (DFB-Pokal)
  - döntős: 1972, 1976